# Lingua arvanitica
La lingua arvanitica (nome nativo: gluha arbëreshe, arbërore, arbërisht αρbε̰ρίσ̈τ, greco: αρβανίτικα, arvanítika) è un ramo della lingua albanese, gruppo del dialetto tosco del sud d'Albania e dell'Epiro, tradizionalmente parlato dagli Arvaniti, storica popolazione albanese della Grecia.
I suoi locultori sono oggi circa 50.000, sparsi tra il Peloponneso in 800 tra città, paesi e villaggi (di cui 696 centri ancora albanofoni), l'Attica, l'Eubea e l'Acaia, formando la minoranza etnica e linguistica più numerosa della Grecia. Migrati in queste zone dall'Epiro già dal XIII secolo, gli albanesi arvaniti hanno attivamente preso parte alla vita civile e religiosa locale, partecipando alla storia moderna del Paese nelle battaglie per la Guerra d'indipendenza greca e fortemente influenzando le tradizioni, gli usi, i toponimi, la musica, i costumi e la lingua greca attuale della Grecia.
A causa della lunga politica di assimilazione greca, è oggi una lingua in pericolo di estinzione, poiché i suoi locutori usano ormai prevalentemente la lingua greca moderna e la maggioranza delle nuove generazioni lo parla sempre più raramente.

## Distribuzione geografica
Secondo l'edizione 2009 di Ethnologue, la lingua arvanitica è parlata da 50 000 persone in Grecia, prevalentemente nelle comunità rurali delle regioni dell'Attica, della Beozia, nel sud dell'Eubea, nell'isola di Salamina, nel Peloponneso.

## Nome
Il nome arvanitico e il suo equivalente arbërisht derivano dall'etnonimo arvaniti, che deriva a sua volta dal toponimo arbëna (greco: Ἄρβανα), che era il nome usato in epoca medievale per riferirsi alla regione che oggi viene chiamata Albania. I suoi equivalenti nativi (arbërorë, arbëreshë e altri) in epoca medievale erano l'esonimo usato dagli albanesi per indicare sé stessi. In passato, la lingua arvanitica è stata descritta anche come "greco-albanese" (e.g. Furikis, 1934), sebbene oggi molti arvaniti lo considerino un nome offensivo, in quanto identificano sé stessi, per nazionalità ed etnia, come greci e non come albanesi.

## Classificazione

L'arvanitico all'interno dei dialetti della lingua albanese

La lingua arvanitica arrivò nella Grecia meridionale nel Basso Medioevo, portatavi da coloni provenienti dall'Albania. L'arvanitico è molto vicino linguisticamente all'arbëresh, la lingua parlata nel sud Italia dalla minoranza albanese, che proveniva in gran numero anche dalle comunità albanesi della Grecia. 
La lingua arvanita ha preso e ceduto al greco diverse parole e concetti, passandole al momento delle migrazioni albanesi in Italia all’arbëresh, che ha così mantenuto alcuni prestiti linguistici (per esempio dhrom "strada", dal greco δρόμος; Ne "sì", da ναι, in alcuni villaggi). Gli albanesi d’Italia e gli albanesi di Grecia hanno un vocabolario mutuamente intelligibile, mentre gli elementi non intelligibili delle due lingue derivano da prestiti più recenti dall'italiano (o dai dialetti meridionali) o dal greco a causa dell'assenza dei corrispettivi termini nel lessico nativo.

## Sistema di scrittura
Per la scrittura viene utilizzato l'alfabeto greco:
| Alfabeto greco albanese                   | Alfabeto greco albanese | Alfabeto greco albanese | Alfabeto greco albanese | Alfabeto greco albanese | Alfabeto greco albanese | Alfabeto greco albanese | Alfabeto greco albanese | Alfabeto greco albanese | Alfabeto greco albanese | Alfabeto greco albanese | Alfabeto greco albanese | Alfabeto greco albanese | Alfabeto greco albanese | Alfabeto greco albanese | Alfabeto greco albanese | Alfabeto greco albanese | Alfabeto greco albanese | Alfabeto greco albanese | Alfabeto greco albanese | Alfabeto greco albanese | Alfabeto greco albanese | Alfabeto greco albanese | Alfabeto greco albanese | Alfabeto greco albanese | Alfabeto greco albanese | Alfabeto greco albanese | Alfabeto greco albanese | Alfabeto greco albanese | Alfabeto greco albanese | Alfabeto greco albanese | Alfabeto greco albanese | Alfabeto greco albanese | Alfabeto greco albanese |
| ----------------------------------------- | ----------------------- | ----------------------- | ----------------------- | ----------------------- | ----------------------- | ----------------------- | ----------------------- | ----------------------- | ----------------------- | ----------------------- | ----------------------- | ----------------------- | ----------------------- | ----------------------- | ----------------------- | ----------------------- | ----------------------- | ----------------------- | ----------------------- | ----------------------- | ----------------------- | ----------------------- | ----------------------- | ----------------------- | ----------------------- | ----------------------- | ----------------------- | ----------------------- | ----------------------- | ----------------------- | ----------------------- | ----------------------- | ----------------------- |
| Α                                         | Β                       | B                       | Ϳ                       | Γ                       | Γ̇                       | Γ̇ϳ                      | Δ                       | D                       | Ε                       | Ε̱                       | Ζ                       | Θ                       | Ι                       | Κ                       | Κϳ                      | Λ                       | Λϳ                      | Μ                       | Ν                       | Ν̇                       | Νϳ                      | Ξ                       | Ο                       | Π                       | Ρ                       | Σ                       | Σ̇                       | Σ̈                       | Τ                       | Υ                       | Φ                       | Χ̇                       | Χ                       |
| α                                         | β                       | b                       | ϳ                       | γ                       | γ̇                       | γ̇ϳ                      | δ                       | d                       | ε                       | ε̱                       | ζ                       | θ                       | ι                       | κ                       | κϳ                      | λ                       | λϳ                      | μ                       | ν                       | ν̇                       | νϳ                      | ξ                       | ο                       | π                       | ρ                       | σ                       | σ̇                       | σ̈                       | τ                       | υ                       | φ                       | χ̇                       | χ                       |
| Equivalente del alfabeto albanese moderno |                         |                         |                         |                         |                         |                         |                         |                         |                         |                         |                         |                         |                         |                         |                         |                         |                         |                         |                         |                         |                         |                         |                         |                         |                         |                         |                         |                         |                         |                         |                         |                         |                         |
| a                                         | v                       | b                       | j                       | g                       | g                       | gj                      | dh                      | d                       | e                       | ë                       | z                       | th                      | i                       | k                       | q                       | l                       | lj                      | m                       | n                       | nj                      | nj                      | ks                      | o                       | p                       | r                       | s                       | s                       | sh                      | t                       | y                       | f                       | h                       | h                       |

Testo d'esempioil Padre Nostro
Άτι ύνε̱ κ̇ε̱ ϳέ νdε̱ κ̇ιέϳετ, ȣσ̈ε̱ν̇τε̱ρόφτ' έμε̱ρι ύτ.

άρθτε̱ μbε̱ρετε̱ρία ϳότε; ȣbε̱φτε̱ dασ̈ȣρίμι ύτ,

σι νdε̱ κ̇ιέλ, εδέ μbε̱ δέτ;

bȣ́κε̱νε̱ τόνε̱ τε̱ πε̱ρdίτε̱σ̈ιμεν' έπ-να νέβε σότ;

εδέ φάλ̇-να φάϳετε̱ τόνα,

σικȣ́νdρε̱ εδέ νέβε ȣα φάλ̇με̱ φαϳτόρε̱βετ τάνε̱;

εδέ μοσ να σ̈τιέρ νdε̱ νγάσιε, πό σ̈πε̱τό-να νγα ι λ̇ίγȣ;

σεπσέ ϳότια ε̱σ̈τε̱ μbε̱ρετε̱ρία ε φȣκ̇ία ε λ̇αβdία νdε̱ ϳέτε̱τ τε̱ ϳέτε̱βετ.
Áti ýnë që jé ndë qiéjet, ushënjtëróft' émëri ýt.

árthtë mbëretëría jóte; ubëftë dashurími ýt

si ndë qiél, edhé mbë dhét

búkënë tónë të përdítëshimen' ép-na néve só

edhé fálj-na fájetë tóna

sikúndrë edhé néve ua fáljmë fajtórëvet tánë

edhé mos na shtiér ndë ngásie, pó shpëtó-na nga i ljígu;

sepsé jótia është mbëretëría e fuqía e ljavdía ndë jétët të jétëvet.